# Шудра, Сергей Петрович
Сергей Петрович Шудра (груз. სერგო შუდრა) (род. 1 (13) сентября 1913, Цинамдзгвриант-кари Тифлисской губернии, Кавказскоe наместничество, Российская  империя — 6 января 1983, Тбилиси, Грузинская ССР) — советский футболист, вратарь тбилисского «Локомoтива» (1935—1940) и «Динамо» (1942—1951).
Заслуженный мастер  спорта  СССР (1948), мастер спорта СССР (1945). Старший лейтенант ВС СССР, член КПСС с 1944 года.

## Биография
Родился в с. Цинамдзгвриант-кари Тифлисской губернии в семье слесаря высокой квалификации Петра Сергеевича (выходца из Западной Украины) и Елизаветы Окропиридзе, родившейся и выросшей в Тифлисе.
Детство провел в селе Цинамдзгвриант-кари, где отец работал преподавателем труда в сельскохозяйственной школе, основаной Ильей Цинамдзгвришвили. Начальное образование получил в Тифлисе (вторая трудовая школа).
В 1934 окончил Тифлисский автодорожный техникум.
В 1928 играл в команде «Медсан — труд» (II лига) в 1930—1932 — в команде «Промкооперация» (Спартак), в 1933—1935 в команде з-да им. Калинина.
В 1935—1940 играл в команде «Локомотив», которая в 1939 заняла второе место в классе «Б» и получила право на участие в чемпионате команд класса «А» в 1940 году.
В 1939 окончил Грузинский государственный институт физкультуры.
С 1940 — преподаватель физической подготовки в Тбилисском артиллерийском училище.
В 1943—1951 играл в Тбилисском «Динамо» (в чемпионатах- 45) (Всего-до 70). Участвовал в международных играх (Тегеран 1944 г. — Бухарест — 1945 г.). В 1946, 1947 и 1950 команда заслужила бронзовую медаль Всесоюзного чемпионата. В 1946 году стал финалистом кубка СССР.
С 1948 — заслуженный мастер спорта СССР. Ученик Шудра — В. Маргания стал известным вратарём.
В 1951-54 работал в Республиканском обществе «Динамо» (старший инспектор футбола).
В 1955—1956 тренер 35-й тбилисской футбольной школы Министерства просвещения.
В 1955—1983 работал старшим преподавателем кафедры спортивных игр Грузинского государственного института физкультуры. Имеет опубликованные труды.
В течение ряда лет вел общественную работу, был членом президиума федерации футбола города Тбилиси и председателем тренерского совета федерации.
Был женат на Тамаре Михайловне Гачечиладзе. Остались два сына Омар и Роберт, трое внуков (Марина, Сергей, Тамара). Брат Иван тоже был футболистом.
В г. Тбилиси с 1949 г. проживал на улице Клары Цеткин д. 23. На доме установлена мемориальная доска.
Скончался 6 января 1983 в возрасте 69 лет.
Награждён медалью «За трудовую доблесть» (24.02.1946).

## Основные труды
- Тактика вратаря в футболе, труды ГГИФ т. II, 1959.
- Некоторые статистические данные ударов по воротам на IX чемпионате мира, труды ГГИФ, Т. IV, 1970.
- Обзор чемпионата мира и тенденции современного футбола, Тб., 1972.
- Методическая рекомендация: Анализ учебно-тренировочной работы вратарей ,,Динамо" (Тбилиси), Тб., 1975.
- Два периода тренировок вратаря, труды ГГИФ т. Х, 1976.
- Сравнение IX, X, XI чемпионатов мира по статистическим данным ударов по воротам, сборник трудов ГГИФ т. XIII, Тб., 1981, стр. 25.